# Ліхтенштейн на зимових Олімпійських іграх 1972
Ліхтенштейн брав участь у Зимових Олімпійських іграх 1972 року в Саппоро (Японія), але не завоював жодної медалі. Князівство представляли 4 спортсмени (3 чоловіки та 1 жінка) у змаганнях із гірськолижного та санного спорту.

### Гірськолижний спорт
Чоловіки
| Спортсмен       | Змагання           | 1-а гонка | 1-а гонка | 2-а гонка | 2-а гонка | Загальний результат | Загальний результат |
| Спортсмен       | Змагання           | Час       | Місце     | Час       | Місце     | Час                 | Місце               |
| --------------- | ------------------ | --------- | --------- | --------- | --------- | ------------------- | ------------------- |
| Віллі Фроммельт | Швидкісний спуск   |           |           |           |           | 1:57.58             | 30                  |
| Герберт Марксер | Швидкісний спуск   |           |           |           |           | 1:55.90             | 26                  |
| Герберт Марксер | Гігантський слалом | 1:38.13   | 32        | 1:41.57   | 21        | 3:19.70             | 24                  |
| Віллі Фроммельт | Гігантський слалом | 1:35.71   | 20        | 1:42.94   | 26        | 3:18.65             | 22                  |

Чоловічий слалом
| Спортсмен       | Змагання           | 1-а гонка | 1-а гонка | 2-а гонка | 2-а гонка | Загальний результат | Загальний результат |
| Спортсмен       | Змагання           | Час       | Місце     | Час       | Місце     | Час                 | Місце               |
| --------------- | ------------------ | --------- | --------- | --------- | --------- | ------------------- | ------------------- |
| Віллі Фроммельт | Швидкісний спуск   |           |           |           |           | 1:57.58             | 30                  |
| Герберт Марксер | Швидкісний спуск   |           |           |           |           | 1:55.90             | 26                  |
| Герберт Марксер | Гігантський слалом | 1:38.13   | 32        | 1:41.57   | 21        | 3:19.70             | 24                  |
| Віллі Фроммельт | Гігантський слалом | 1:35.71   | 20        | 1:42.94   | 26        | 3:18.65             | 22                  |

Жінки
| Спортсмен   | Змагання           | 1-а гонка | 1-а гонка | 2-а гонка | 2-а гонка | Загальний результат | Загальний результат |
| Спортсмен   | Змагання           | Час       | Місце     | Час       | Місце     | Час                 | Місце               |
| ----------- | ------------------ | --------- | --------- | --------- | --------- | ------------------- | ------------------- |
| Марта Бюлер | Швидкісний спуск   |           |           |           |           | 1:40.06             | 10                  |
| Марта Бюлер | Гігантський слалом |           |           |           |           | 1:33.15             | 10                  |
| Марта Бюлер | Слалом             | 50.65     | 21        | 51.04     | 17        | 1:41.69             | 18                  |

### Санний спорт
Чоловіки
| Спортсмен   | 1-й заїзд | 1-й заїзд | 2-й заїзд | 2-й заїзд | 3-й заїзд | 3-й заїзд | 4-й заїзд | 4-й заїзд | Загальний результат | Загальний результат |
| Спортсмен   | Час       | Місце     | Час       | Місце     | Час       | Місце     | Час       | Місце     | Time                | Rank                |
| ----------- | --------- | --------- | --------- | --------- | --------- | --------- | --------- | --------- | ------------------- | ------------------- |
| Вернер Зеле | 56.39     | 40        | 56.04     | 40        | 55.03     | 39        | 54.92     | 36        | 3:42.38             | 39                  |